# Son huasteco

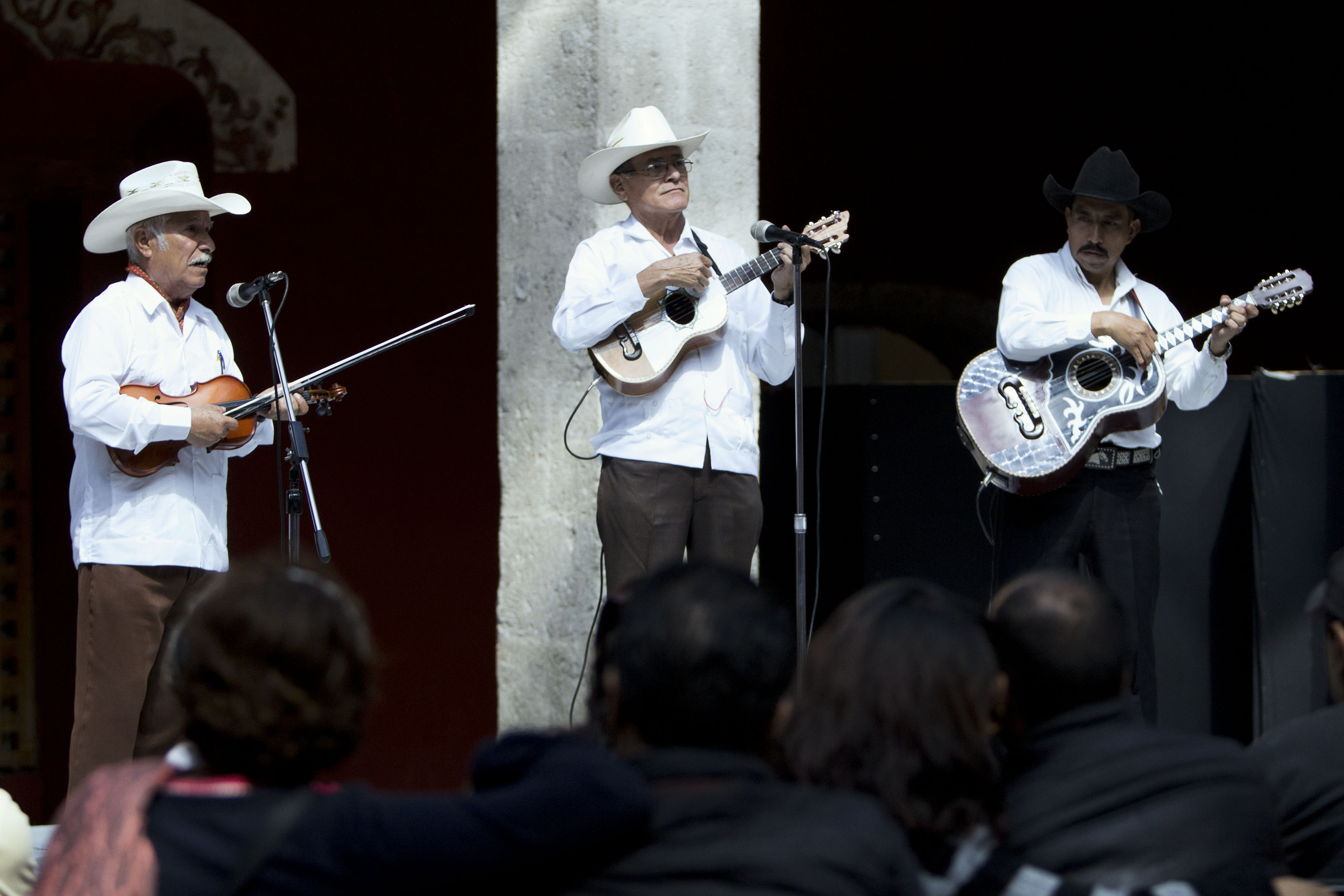
Configuración tradicional de un trío de Son huasteco.

El son huasteco es un estilo de son mexicano originado en la región Huasteca. Data del siglo XIX y fue influenciado de rasgos musicales españoles, africanos e indígenas.
La presencia del son en México se remonta a la época virreinal según el investigador Manuel Álvarez Boada "La música popular en la huasteca veracruzana" [1985].
Su ritmo es ternario, en 3/4 y 6/8. Usualmente es interpretado por el conjunto huasteco, que generalmente es un trío de guitarra huapanguera, jarana huasteca y violín. Los cantantes combinan el uso del falsetto y los violines. La danza se denomina zapateado. La improvisación juega un fuerte rol en este estilo, con los músicos creando sus propias letras y arreglos.
El son huasteco forma parte de la música ternaria del Caribe colonial, estando directamente emparentado con el joropo de Colombia y Venezuela, el son jarocho de México, la cueca de Chile y la mejorana de Panamá, entre otros. Estas expresiones musicales se desarrollaron durante la Colonia con influencias de la música barroca y el comercio interoceánico.
Regularmente entre los cantadores del trío se encuentra un falsetista principal, es muy extraño que éste sea el violinista, aunque se han dado casos excepcionales, como el de Teófilo Salas. Entre los violinistas del son huasteco han destacado Elpídio Ramírez (El viejo Elpídio) Ladislao S. Hernández, Salvador Murillo, Genaro Zetina, Daniel Montes, Felipe Islas, los hermanos Padilla, El Treinta Meses, Pascasio Mercado, el Niño Cuco, Juventino Cabrera, Santiago Vidales, Sixto Lara y Ulises Sandoval.
Entre los falsetistas destaca Mariano Sánchez Carrillo del grupo "Los Trovadores Huastecos"  Así también su hermano Casimiro Sánchez en la guitarra huapanguera ambos ya fallecidos y que grabaron la mejor versión del son huasteco al lado del "Viejo Elpídio" el mejor violinista del son huasteco que haya existido.[cita requerida]
Entre los sones huastecos más populares se encuentran “La huasanga”, “La leva”, “La Rosita”, “El Zacamandú”, “Cielito lindo huasteco”, “El caimán”, “La petenera”, “El llorar”, “El gusto”, “La azucena”, “El aguanieve” y “El fandanguito”.
Entre los sones del son de la huasteca encontraremos los de costumbre, sones que se interpretan con arpa y rabel o huapanguera y rabel.

## Introducción
El son huasteco, también conocido como huapango, es uno de los seis sones tradicionales que existen en México, según la tipología de Rosa Virginia Sánchez García (2005), que toma su nombre de la región conocida como la Huasteca: esa llanura que se extiende hacia el sur desde el río Pánuco, contenida al oeste por la Sierra Madre Occidental, hasta llegar a Totonacapan y el río Cazones. Actualmente corresponde principalmente a los estados de Tamaulipas, San Luis Potosí y Veracruz, y en menor proporción a Hidalgo, Querétaro y Puebla. Sus orígenes, al igual que el resto de los sones tradicionales, se remontan hasta el periodo de la Colonia novohispana, cuando se introdujeron en las culturas originarias formas líricas y musicales provenientes de la península ibérica, así como instrumentos, trajes y demás elementos que constituyeron la cultura mestiza latinoamericana.
El son huasteco no ha de confundirse con el son costumbre que también existe en la región Huasteca, pero que es un son en el que prácticamente no hay lírica, sino más bien participa de la música y la danza con una dimensión ritual netamente indígena. En estos rituales si acaso puede cantarse un huapango, sin que ello signifique que sea lo mismo que un son costumbre.

## Orígenes del son huasteco y sus nombres
El origen de la familia de los sones en México tiene su matriz en la lírica tradicional hispánica traída e inculcada durante el virreinato novohispano, con todo su caudal de fuentes, tradiciones, formas y códigos. Una vez aterrizada en el Nuevo Mundo, muy pronto la poesía hispánica se desarrolló en parte como sones a lo largo de toda América Latina, y éstos se enriquecieron y distinguieron con cualidades propias. De tal modo fue acogida, apropiada y transmitida por los pueblos originarios, que en el caso de la Nueva España los frailes evangelistas se admiraban, no solo por cómo ejecutaban coplas y la música, sino incluso por la rapidez y habilidad con la que aprendieron a fabricar con calidad los instrumentos musicales españoles.
Actualmente los especialistas distinguen entre 6 y 8 géneros de son en México (jarocho, huasteco, calentano, tixtleco, jalisciense…), cada uno caracterizado por el tipo de coplas y el modo en que se interpretan, así como por la instrumentación y arreglos musicales con los que se acompañan las coplas y la manera en que se bailan. Evidentemente, estas diferencias en los sones se corresponden con el entorno natural de las distintas regiones, así como con las estructuras socioeconómicas y culturales de las comunidades a las que pertenecen.
En nuestro caso, la Huasteca es la categoría geocultural con la que se ha denominado más claramente el son que nos ocupa. El nombre de huapango resulta un tanto ambiguo porque es utilizado indistintamente por trovadores y especialistas para hablar tanto de algunos sones del Sotavento veracruzano, como para distinguir sones tradicionales de los sones llamados “de autor”, así como para hablar de la fiesta en la que se desarrolla con todo su potencial este género lírico-coreográfico. De tal modo que son o huapango huasteco es la denominación más precisa con la que se suele referir a esta expresión lírica.
A pesar de que los téenek —o huaxtecos, según los llamaban los mexicas— son el pueblo más antiguo del que se sabe que han habitado en la Huasteca, parece que desde muy temprano convivieron con otras culturas. A pesar de haber sido la cultura predominante junto con otros pueblos nahuas no emparentados con los mexicas, desde tiempos precolombinos convivieron con tepehuas, otomíes, totonacos y pames y, a partir de la Colonia, con afrodescendientes y mestizos. A partir de este momento, con la colonización de la llanura en el siglo XVI por parte de los conquistadores españoles para la cría de ganado, los pueblos originarios fueron desplazados y se reagruparon cada vez más hacia las serranías.
En cuanto a la etimología de la palabra “huapango”, la versión más aceptada sostiene que deriva del náhuatl cuahpanco, nombre compuesto por cuahuitl (‘leño, madera’), ipan (‘sobre o en’) y el locativo -co, lo cual construye un significado que remite a la tarima sobre la que se zapatea el son huasteco. Por otra parte, Baqueiro Fóster (1942) sostiene que “huapango” es la síncopa de la frase “huaxtecas de Pango”, donde Pango es el nombre prehispánico del río al que los españoles se refirieron como “Pánuco”, y que de denominar inicialmente al pueblo desplazó su significado para denotar a una de sus prácticas culturales. Por último, otros más aseguran que el nombre de “huapango” deriva de “fandango”, de donde también procedería la alusión al zapateado con el que se baila el huapango huasteco.
Para terminar, se necesario mencionar otro nombre con el que se puede confundir el son huasteco y que en realidad se trata de una variante o subgénero. Al poco tiempo de concluida la Revolución mexicana, el Estado vio la necesidad de conocer la cultura de las distintas regiones del país con el fin de configurar una nueva identidad nacional que se correspondiera con las transformaciones política y social posrevolucionarias. A partir de esas políticas se empiezan a conocer distintos géneros líricos, y los canales de comunicación los acercan a lugares en donde no se conocían. Por otro lado, los flujos migratorios hacia los centros urbanos, particularmente a la capital del país, hicieron que convergieran músicos y trovadores de distintas regiones y que se suscitaran influencias y evoluciones en los géneros. En específico, el son huasteco fue influido sobre todo por la canción ranchera, de cuyo contacto surge el llamado huapango moderno, o con más exactitud canción huapango, pues al adoptar el estribillo en su versificación acerca su estructura más a la de la canción, que por la década de los 40 empieza a circular en los medios de comunicación. Al hacer esto, la canción huapango se distingue del son huasteco en tanto que cierra su forma e interpretación a la dictada por su autor, y deja fuera la posibilidad de introducir libremente coplas sabidas o improvisadas. La influencia de la canción ranchera es todavía mayor cuando llega a cambiarse la instrumentación del trío por el acompañamiento de guitarra sexta.
Con el avance del siglo XX, el son huasteco se sigue enriqueciendo con otros géneros y extiende sus dominios, por ejemplo a la Huasteca chilangueña, en donde existe actualmente una comunidad huapanguera originaria de la Ciudad de México, que interpreta, improvisa y compone nuevos sones huastecos.

## Lírica
El son huasteco se nutre del caudal de coplas que existen en la lírica tradicional mexicana. En ese sentido, no es raro que podamos escuchar coplas en un huapango huasteco como El caimán en un son jarocho, o incluso en sones tradicionales de otros países de las Antillas o Sudamérica. Incluso se da el caso de sones —como La petenera, La llorona, La malagueña, El querreque, El cielito lindo— que son famosos en distintas regiones y que llegan a compartir coplas. En estos casos, la interpretación vocálica y la musicalización hacen perfectamente distinguibles una versión jarocha, por ejemplo, de una huasteca. El son huasteco tiene una serie de recursos específicos a la hora de ser interpretado: por ejemplo, el descante de una segunda voz, o bien el característico laraleo. En cuanto al análisis métrico, estos recursos no alteran la estructura de las coplas aunque sí han de considerarse para su vinculación con la música.

### La copla
La poesía del son huasteco consta de un universo abierto de coplas con distintos temas y variadas formas. En tanto que este son pertenece a una tradición colectiva y popular, las coplas de igual manera han sido transmitidas por generaciones, muchas veces sólo a través de la memoria. Por lo tanto, el repertorio de coplas aumenta, por un lado, con coplas nuevas que merecen la aprobación de los trovadores que las aprenden e interpretan, integrándolas al caudal anónimo del repertorio huasteco; o por otra parte, por la diversificación de algunas coplas ya conocidas a las que se les hacen variaciones. De igual manera, podemos decir que ese universo abierto de coplas también se reduce en el momento en el que son olvidadas otras tantas que dejan de cantarse.
La poesía de los sones en México está compuesta en su totalidad por unidades llamadas coplas. A diferencia de las estrofas en general y de otras formas de la lírica popular —como las canciones o los corridos—, las coplas son unidades autónomas en tanto que su estructura sintáctica y semántica es autosuficiente, i. e. no queda “abierta” para ser completada por otra estrofa que le siga, como otras manifestaciones que recurren a estrofas encabalgadas. En sí mismas, las coplas tienen un significado completo, y en gran medida a esto se debe la flexibilidad de la estructura lírico-musical de los sones.
Si las coplas son entonces la unidad mínima, en un huapango huasteco se cantan no menos de tres coplas, y este conjunto se le llama serie. Si bien actualmente es casi una norma que las grabaciones tengan series de tres coplas, hay quienes sospechan que éstas fueron una restricción —técnica o mercadológica— que impusieron las disqueras comerciales al son huasteco en el siglo XX, y que de ahí empezaron a generalizarse sin que haya sido una costumbre previa. Lo cierto es que en las ejecuciones en vivo no parece haber una limitante de este tipo y las series se pueden llegar a alargar mucho más allá de tres coplas, de tal modo que podemos decir que las series también abonan a la estructura abierta de los sones.
De este modo, cuando se interpretan los sones huastecos —y lo mismo podría decirse de otros sones en México— los trovadores actualizan una selección de coplas de entre las muchas de las que se compone el repertorio huasteco. Esto hace que en la gran mayoría de los casos no existan interpretaciones, y mucho menos grabaciones, de sones en las que coincidan puntualmente las mismas series; al contrario, es raro escuchar dos versiones con idénticas coplas. Así, los trovadores disponen de una enorme repertorio de coplas de las que echan mano según su memoria, gustos y situación en la que estén cantando; incluso hay una gran cantidad de coplas que pueden interpretarse en distintos sones, sobre todo en aquellos cuyo tema es amplio. Por ejemplo, la siguiente quintilla se ha escuchado en múltiples sones, como El fandanguito, El llorar, El sacamandú y El gusto.

Ausente de mí estarás,

pero no de mi memoria;
recapacita y verás
que para mí es una gloria,

y ausente te quiero más.
D.P. apud Sánchez, 2009:276

Incluso hay huapangueros que aseguran que cualquier copla puede ser interpretada en cualquier son. Sin embargo, existen algunas restricciones formales que hacen que en la práctica sí existan coplas que se canten exclusivamente en ciertos sones. Pero lo que sí es posible asegurar es que en el son huasteco hay una evidente independencia entre la poesía y la música, que hace que una misma copla pueda interpretarse en distintos sones, si acaso con alguna mínima adaptación. Por tal razón en este caso hablamos de coplas libres.
Por ejemplo, la siguiente copla difícilmente podría ser interpretada en un son que no sea El fandanguito:

“Fandanguito”, pa’ cantar

eres el rey de los sones,
que cuando te oyen tocar
se alegran los corazones

y dan ganas de bailar.
D.P. apud Sánchez, 2009:99

En cuanto a la temática de los sones, hay sones huastecos que son marcadamente monotemáticos o de motivo muy específico, como El borracho o La araña, por lo que sus coplas difícilmente figurarían en otros sones. En cambio, coplas que tengan por tema el amor, la belleza de la mujer, el deseo, la ausencia, fácilmente pueden entonarse en sones como El ausente, La Rosa, El gusto, La malagueña, El llorar o La pasión. Otro caso son las coplas de apertura o despedida que suelen cantarse al inicio o fin de una interpretación, sin que necesariamente hagan alusión al son o tema, y por ello pueden encontrarse en sones más diversos.

### Tipos de estrofas y versificación
Una particularidad de las coplas del son huasteco es que invariablemente utiliza el metro octosilábico, con la única excepción de El cielito lindo, en el que sobrevive una de las versificaciones populares en los Siglos de Oro y hoy caída en desuso: la seguidilla, compuesta por heptasílabos y pentasílabos.

Si quieres mucho a un hombre,

cielito lindo,
más que a tu vida,
no se lo manifiestes,
cielito lindo,
pues él te olvida;
ya no responden:
cuando se ven amados,
cielito lindo,

mal corresponden.
D.P. apud Sánchez, 2009:81

Dentro de las formas estróficas octosílabas, el son huasteco tiene una especial predilección por las quintillas y sextillas con rima consonante alternada. Por la forma en que se interpretan —ya sea que un mismo cantante repita algunos versos, o bien que una segunda voz los descante a modo de responsorio— estas coplas se convierten en tres cuartetas.
Rosa Virginia Sánchez elaboró en su Antología poética del son huasteco tradicional un método para esquematizar las interpretaciones básicas de un son en su ejecución musical. A grandes rasgos, los números indican el número de verso en la copla “textual” para señalar en qué orden se cantan, y los paréntesis encierran versos que son interpretados por una segunda voz. Siguiendo este método, el caso arriba explicado quedaría expresado de la siguiente forma: 1221 (1221) 3445 para el caso de las quintillas, y 1221 (1221) 3456 para las sextillas. Ahora bien, esta estructura ha de considerarse como el modelo más recurrente pero en definitiva no el único, pues cada son tiene una disposición particular que está estrictamente vinculada a la música con la que se ensambla. Ejemplos de estos dos tipos de estrofas son las siguientes:

En el altamar cantaba

una niña encantadora;
mil versos encadenaba,
y decía con voz sonora:

“Yo soy la diosa del agua”.
La petenera, D.P. apud Sánchez, 2009:190

El caimán que no es de acuerdo

donde quiera ha de perder;
yo lo vide en el Mar Negro
aquello de amanecer,
peleándose con el suegro

por culpa de la mujer.
El caimán, D.P. apud Sánchez, 2009:46

También existen cuartetas en sones tradicionales pero en mucho menor proporción, o bien en pasajes específicos de determinados sones, como en Los chiles verdes. Un caso excepcional es el de La araña y El zopilote, que sólo cuentan con cuartetas en su repertorio e interpretación. Ambos son sones viejos ya de poca presencia, constituidos por coplas exclusivas; quizá sea por esa “cerrazón” o imposibilidad de interactuar con otros sones que gocen de poca fama. El siguiente es un ejemplo de cuarteta:

Zopilote, te moristes,

te moristes de repente;
a las muchachas les dejas

el pico pa’ limpiar dientes.
El zopilote, D.P. apud Sánchez, 2009:265

Se sabe por los testimonios de viejos huapangueros y por la documentación escrita que hubo un tiempo en que era habitual que se interpretaran o declamaran décimas octosílabas a mitad de un son. Una vez que la fiesta de huapango estaba en su auge, o cuando los músicos lo consideraban conveniente, se tocaba El fandanguito, que es un son ágil en cuya estructura lírico-musical se intercala un pasaje melódico de violín a mitad de la copla. Esa misma interrupción podía hacerse para que el público declamara una décima, en ocasiones improvisada. Bastaba con que alguien marcara el silencio de la música diciendo “alto” con voz firme, a la manera de las bombas yucatecas, para que los músicos detuvieran la música y se declamara la décima, después de lo cual continuaba la música.
Con el tiempo esta práctica cayó en desuso e incluso llegó a pensarse que las décimas interpretadas en los huapangos habrían sido introducidas por poetas (semi)cultos sin que necesariamente ésta fuera una costumbre tradicional. En apoyo a esta teoría se aduce que son muy escasas las grabaciones que atestiguan que efectivamente fuera algo habitual, sobre todo si se compara con la cantidad de décimas que se conservan por escrito. Sin embargo, en la actualidad hay trovadores que están recuperando esta tradición en sus interpretaciones y grabaciones, como Los Brujos de Huejutla.
Otra forma estrófica más olvidada aún es la del trovo, que también gozó de popularidad y prestigio durante los Siglos de Oro, ya que es un tipo de versificación usada como reto o desafío en competencias poéticas. El trovo consiste en una quintilla o sextilla principal que se conoce como planta o pie, a partir de la cual el poeta tiene que componer otras quintillas que glosen cada uno de los versos originales, de modo que cada nueva copla remate con el verso correspondiente de la planta. Si la planta es una quintilla, entonces habrá 5 coplas que la glosen; si fuera sextilla, serían 6 quintillas.

Dime, Dios, ¿por qué nací

si pronto habías de llamarme?
¿En qué tanto te ofendí,
que tratas de separarme
de la mujer que amo aquí?

Ya mi esperanza perdí,
para mí no hay ilusión;
en grandes penas me vi
rodeado de la traición,
dime, Dios, ¿por qué nací?

Si fue para castigarme
yo sólo un favor te pido,
y si para perdonarme,
¿para qué vine a este mundo
si pronto habías de llamarme?

A las montañas me fui
tan sólo para adorarte.
Por verte vine hasta aquí,
no me niegues el hablarte,
¿en qué tanto te ofendí?

Yo jamás creía encontrarme
en la vida sin abrigo;
hoy, si quieres encauzarme,
me dirás, pues, el motivo
que tratas de separarme.

Mis ojos lloran por ti,
delirantes y abatidos,
por compasión dame el sí;
recuerdos hay muy queridos

de la mujer que amo aquí.
La azucena y La leva, D.P. apud Sánchez, 2009:356

Al igual que las décimas, hay muy pocos registros que den cuenta de que hayan sido interpretados con música, por más que aparezcan documentados en antologías. Como forma poética heredada de la tradición hispánica, parece más un género que perteneció a la cultura escrita que a la ejecución musical. Y dado que es una forma más larga e imbricada, podría pensarse que su memorización sería más difícil de retener, ya que los trovadores estarían más acostumbrados a retener coplas por separado. Incluso hay quienes conjeturan que acaso en algún momento las coplas de un son fueron todas parte de un trovo que con el tiempo se fue erosionando y que abrió las puertas a la libre interpretación de coplas al interior de un son.
Otro tipo de versificación ligada son las cadenas, que consisten en una serie en la que cada copla arranca repitiendo el último verso de la copla anterior. Este recurso también fue habitual en los desafíos durante los Siglos de Oro.
Un último tipo de versificación que encontramos en el son huasteco aparece a  modo de coda al final de La huasanga. En algunas versiones de este son, después de la serie de coplas, se canta una letanía a dos voces alternadas sin que se repita ningún verso, de modo que una voz contesta a la otra. Su esquema de interpretación sería el siguiente: 1(2)3(4)5(6)...

Traigo una linda mujer

metida entre ceja y ceja,
pero no quiere caer
pues su mamá no la deja;
no la deja un rato sola,
ni siquiera ir a pasear
porque andando entre la bola

tú te la puedes llevar. […]
Sánchez, 2009:133

En algunos casos, gracias a la rima se pueden distinguir al interior de las letanías subdivisiones en cuartetas u octavas, que siempre rematan con una sextilla que se canta a coro. A pesar de esto, la letanía es una tirada abierta que no tiene una cantidad predeterminada de versos.

### Interpretación lírica
En el son hay una gran cantidad de coplas que pueden ser interpretadas en distintos sones; sin embargo, cada uno tiene una melodía y acompañamiento armónico distintivo, además de una particular interpretación vocálica. Ésta consta de tres elementos básicos: 1) la forma en la que se disponen los versos de la copla, o sea si se repiten y en qué orden; 2) si tienen frases agregadas a modo de estribillo como el característico ay-lara-lá, y 3) si participa una o más voces en el canto.
En cuanto al primer rasgo, en el son huasteco hay una cierta pauta de desdoblar la copla en dos o tres “subcoplas”, que pueden ser cuartetas o quintillas. Por ejemplo, en El caballo, El gusto y otros la copla se reordena de acuerdo con el esquema 1221 (1221) 3445 o 3456, dependiendo si la copla es quintilla o sextilla; en El aguanieve el esquema es 1123 (A) 4455 o 4566 y en El caimán 12 (12) 12345.
Como podemos ver en estos casos y confirmar en otros más, en términos generales la repetición de los dos primeros versos tiene una función expresiva, pues ésta interrumpe el discurso de la copla y genera una pequeña tensión semántica que va a ser resuelta con el resto de los versos, que suelen cantarse ya sin repetición. Esta suspensión “dramática” se puede alargar más aún si se intercala el descante o el laraleo. Al final de cada copla, por lo tanto, se resuelve una tensión semántica, pero también melódica y armónica pues concluye un periodo musical y entra de nuevo la melodía del violín.
Además, existe otro recurso que cumple la función de generar tensión al interior de las coplas, que consiste en intercalar después de los primeros versos una larga frase de violín como interludio. En términos generales, el violín permanece en silencio mientras se canta para que destaque la voz, pero en este caso se alterna con ella al interior de la copla. Sones en los que podemos encontrar esta interrupción interestrófica son El fandanguito y El sacamandú.
El segundo elemento que distingue las interpretaciones de los sones son los agregados, los cuales pueden ser verbales o no. A los primeros se les suele llamar también estribillos aunque se trate de un solo verso. Sones que tienen estos agregados son El llorar y El cielito lindo, en cuyas líneas se intercala un “cielito lindo”, “bien de mi vida”, “morena mía”, etc. En el esquema de estos sones, el estribillo se señala con “ã”, de tal modo que el modelo de El cielito lindo sería: 1ã2 3ã4 1ã2 3ã4 445 6ã7. Otro son en el que aparece el estribillo es El querreque.
Otro de los agregados que hacen del son huasteco un género fácilmente identificable es el famoso laraleo, que consiste en frases o interjecciones del tipo “ay-ay-ay-ay-ay” o “ay-laray-lá”. A pesar de ser un recurso fundamentalmente melódico, muchas veces cantado en falsete, su presencia en el canto se ciñe a la estructura lírica: el laraleo es parte del esquema de interpretación de un son y no un agregado libre o improvisado. Casos como éste son El llorar, Los chiles verdes y La petenera; de este último, el esquema sería el siguiente: 12123 (A) 3445 o 3456, en donde el laraleo se indica con “A”.
El último rasgo mencionado de la interpretación de la poesía del huapango es uno común a otros sones y géneros líricos hispánicos: el descante. En el son huasteco esto ocurre cuando una segunda voz repite los versos recién cantados, en el mismo tipo de estrofa. Por ejemplo, si el primer intérprete hizo una cuarteta con los primeros dos versos de la copla, entonces el segundo descanta también una cuarteta; si los cantó como dístico, así los repite el otro. Un recurso adicional del que algunos intérpretes echan mano es invertir el orden de los versos, de tal modo que si el primero canta 1221, por ejemplo, entonces responde (2112).

### Versos sabidos, improvisados y de autor
De todo el repertorio de coplas que existe en la memoria de los trovadores y en testimonios escritos —recogidos sobre todo a partir del siglo XX en antologías, memorias y estudios— suele hacerse una clasificación en función de la autoría. Por un lado están los versos sabidos, de autoría anónima y colectiva a lo largo de generaciones de poetas y músicos. Éstos conforman el grueso de la tradición inmemorial del son huasteco. Gracias al Cancionero folklórico de México, monumental proyecto dirigido por Margit Frenk, podemos rastrear el origen siglos atrás de coplas que siguen vivas en el son contemporáneo.
Entre estos versos sabidos también se reconocen coplas compuestas en la historia reciente por poetas reconocidos de la Huasteca pero que definitivamente han ingresado ya al acervo patrimonial del son. Algo que es común a los trovadores es que siempre están a la caza de nuevos versos para enriquecer su arte, o como dice uno de ellos: cuando un músico escucha a otro trío, “para oreja para ver qué tipo de versería canta”.
Como todo fenómeno cultural de transmisión oral directa, las coplas sufren transformaciones por distintas causas: vacilaciones de la memoria, adaptaciones a nuevas circunstancias, reinterpretaciones e innovaciones. Por si fuera poco, una fuerza importante que mantiene el son huasteco en continua transformación es la improvisación a la hora de cantar el son en vivo, que manifiesta y cultiva la habilidad de los trovadores para componer coplas al momento en función de la situación.
En la actualidad, y dado el impulso que se le ha dado a la participación de las mujeres en el son huasteco, se suelen adaptar ciertas coplas sabidas a la voz y rol femeninos, aunque ya también se organizan talleres para la creación de coplas originales compuestas para y por mujeres.
Si bien improvisar demuestra una especial habilidad y genio creativo, en el son huasteco éstos también se manifiestan en la composición de nuevas coplas, o incluso en piezas originales, como las numerosas canciones huapango que ya hoy son parte del repertorio huasteco. Como decíamos, la canción huapango surgió como subgénero en el siglo XX del contacto con otros géneros tradicionales de la lírica nacional. A partir de ese momento, y gracias al desarrollo tecnológico y económico que permitieron el registro, la puesta en circulación y la evolución del son, cada vez fue adquiriendo más relevancia la noción autoral.
A decir de Libertad Juárez,

esta poesía, al igual que la del acervo coplero huasteco, al cumplir los requisitos de “tradicionalidad” conocidos y percibidos casi intuitivamente por los músicos y poetas huastecos, será tocada y trastocada transformándose así en una gama de posibilidades líricas que cristalizarán en las variantes.
Juárez, 2012:100

## Musicalización
La poesía del son huasteco llega a su culminación una vez que se canta con la música del violín, jarana huasteca y guitarra huapanguera; es ahí donde reluce como poesía que nació de una sola matriz en la que se complementan poesía, música y baile.

### Instrumentación
Actualmente, el son huasteco se caracteriza por contar con una instrumentación muy estable, prácticamente fija: un violín, una jarana huasteca (de cinco cuerdas simples) y una guitarra quinta huapanguera (de igual número de cuerdas y afinación que la jarana). El violín, junto con las voces, se hace cargo de la ágil línea melódica, cargada de vueltas, flores y demás figuras que lucen la habilidad del instrumentista; mientras que la jarana y huapanguera, con sus registros medio y bajo, se ocupan del acompañamiento rítmico-armónico. Esta alineación se generalizó apenas a mediados del siglo XX una vez que se fabricaron las primeras jaranas.
A diferencia de otros sones —como el jarocho, en cuyos fandangos suelen incorporarse a veces multitud de músicos—, el huapango huasteco respeta mucho la formación del trío, así haya más músicos presentes que quieran tocar en la fiesta. Tradicionalmente, al interior de los tríos se respeta la autoridad el mayor de los integrantes, quien suele organizar y tomar las decisiones del ensamble.
Históricamente, los sones y bailes en la Nueva España se acompañaban según la tradición hispánica: con vihuelas y guitarras. Por esa razón, junto con otros instrumentos como los rabeles, trompetas, arpas y laúdes, fueron de los primeros en traerse al Nuevo Mundo, en donde muy pronto los indígenas aprendieron a fabricarlos con habilidad. Hacia finales del siglo XVI las guitarras barrocas fueron desplazando a las vihuelas en la música popular, y en los bailes y fiestas el arpa y la guitarra fue el acompañamiento más común en todas las clases sociales. Si bien el violín llegó de España desde el inicio de la Colonia, fue hasta finales del XVIII y principios del XIX que el violín se popularizó y fue sustituyendo al arpa para acompañar los bailes al lado de la guitarra. Por aquella época el violín perfeccionó su técnica de fabricación, lo que lo convirtió en un instrumento de mayor relevancia aún en la historia de la música.
Para inicios del siglo XX, el son huasteco se solía tocar únicamente con violín y guitarra quinta huapanguera, ésta surgida de la evolución de la guitarra barroca. Y por último, fue entre los años 30 y 40 cuando en México surgieron las jaranas para acoplarse a los registros medios del acompañamiento de los sones; pero en el caso del son huasteco, fue hasta los 50 cuando se generalizó en la alineación instrumental.
En cuando a la afinación de los instrumentos, el violín sigue la convencional en quintas perfectas, o sea en Sol3-Re4-La4-Mi5. Por su parte, tanto la jarana huasteca como la quinta huapanguera tienen el mismo número de cuerdas y afinación —por terceras mayores y menores alternadas—, en Sol-Si-Re-Fa#-La. Al igual que con otros géneros populares, el son huasteco también suele bajar medio tono la afinación de los instrumentos, a lo cual se le conoce como descorde o bemolado, esto con el fin de que la voz pueda alcanzar más cómodamente algunos tonos de la melodía.
En términos generales, el violín es el que lleva la melodía que guía todo el son; marca las entradas de la voz y los otros instrumentos, así como el final de la pieza, y en tanto lleva la melodía, es en ella en donde el violín explaya toda su expresividad y virtuosismo, haciendo vueltas y flores, improvisando interludios. Sin duda es el instrumento que más luce y por el que han adquirido fama destacados huapangueros como El Viejo Elpidio, Cuco Calderón, Juan Coronel y Heliodoro Copado, entre otros.
Por otro lado, tanto la jarana como la huapanguera se rasguean con diferentes mánicos (o formas de rasguear) y con ello llevan el soporte rítmico-armónico de los sones. Además, la huapanguera en ocasiones toma su turno para llevar la melodía del son e improvisar. En menor medida, la jarana también requintea.

### Estructura musical
Una de las características más interesantes del son huasteco es su compleja composición rítmica. Es difícil analizar con precisión su base rítmica: algunas veces se piensa que es un ritmo ternario de ¾ y otras binario de 6/8, o en ocasiones resulta que se va alternando el compás a lo largo de una pieza sin un periodo claro. Incluso algunas veces el violín puede llevar un compás y el acompañamiento otro, a lo que se le conoce como tocar asentado. Y por si fuera poco, la voz complejiza un tanto más el ritmo, pues ésta entra a destiempo, en síncopa, lo que significa que la voz entra antes que el tiempo principal del compás: se “adelanta” al acompañamiento o “flota” sobre la música. Para el sistema de notación occidental y su teoría musical es complicado explicar el patrón rítmico del son huasteco, no así para los huapangueros, que desde pequeños aprenden la música de oídas, sin el soporte analítico de la notación occidental.
Si bien la base rítmica es compleja, en cambio la armonía es bastante sencilla. La mayoría de los sones están compuestos en tono mayor y se basan en dos acordes: el de tónica (i) y el de dominante (v), y acaso el de subdominante (iv) como acorde de paso entre uno y otro.
La melodía, por último, es la que va a despuntar sobre esta base del acompañamiento haciendo lujo de recursos y convirtiéndola en una línea ágil y dinámica. Por otra parte, la melodía del violín también marcas los pasajes o periodos que hay a lo largo de un huapango. En términos generales, el violín siempre empieza solo con la melodía específica de cada son, e inmediatamente es acompañado por la jarana y huapanguera, en lo que sería la introducción del tema. Más adelante el violín calla y deja su lugar a la voz o voces que interpretan la primera copla de la serie y, una vez que termina, el violín repite la melodía. En estos interludios el violinista puede además explayarse e improvisar, o bien marcar un solo para la huapanguera o para que se declame alguna décima, hasta que calla de nuevo para escuchar la segunda copla. Esta alternancia se repite hasta que se da por finalizado el son y el violín marca la salida para el resto de los instrumentos. Podemos decir que a lo largo del son la línea melódica principal se va alternando entre el violín y las voces.

### Falsete
Otro de los rasgos que hace tan identificable el son huasteco es el uso del falsete en su interpretación vocálica. El falsete es un procedimiento en el que la voz brinca de una nota a su 6a mayor o 7a menor por arriba del tono, pero este “brinco” hace que la voz quede apoyada “en falso”, lo que le da una sonoridad y expresividad particular. En la escuela de canto occidental, esto es un error que manifiesta una incompetencia técnica; en cambio, en el son huasteco es un recurso difícil de conseguir y que le da renombre a los intérpretes.
En tanto una “aberración” desde la perspectiva del canto occidental, es difícil ubicar el origen del falsete huasteco en la cultura hispánica. En todo caso, hay algunos que suponen que el falsete se originó cuando los pueblos nativos quisieron imitar el canto de los conquistadores, y ya que “no sabían cantar” daban la nota en falso. Más allá de haber aprendido a cantar “bien”, el falsete se asentó como un recurso y estilo propio del huapango. Otros opinan, basándose en las crónicas de los primeros evangelistas novohispanos, que el falsete huasteco tiene su origen en los “alaridos y gritos” que daban los indígenas en sus ceremonias prehispánicas, los cuales incluían percusiones y baile. En apoyo a esta hipótesis, se podría rastrear la sobrevivencia de esos elementos prehispánicos también en el zapateado huasteco.
Al igual que otros rasgos “característicos”, el falsete tampoco es una elemento definitorio del huapango. Álvarez Boada incluso sostiene que es un recurso reservado sólo para quienes tienen la tesitura natural adecuada para desarrollarlo, lo cual lo convierte en un recurso opcional. Por otro lado, el falsete no parece tener llamadas o marcas ni textuales ni musicales que determinen su aparición en un determinado pasaje del canto, lo cual efectivamente le da mucha libertad y espontaneidad en su despliegue.
Al mismo tiempo, es posible identificar una distribución geográfica desigual del falsete alrededor de la Huasteca, lo cual refuerza la idea de que no es un recurso esencial del huapango:

1) en el estilo veracruzano se emplea el falsete; 2) en el estilo potosino se utiliza por regla el falsete en todas las interpretaciones; 3) en el estilo hidalguense se hace uso de un falsete alto y suave que identifica a los cantadores; 4) el son tamaulipeco conserva una fisonomía muy parecida al potosino de Ciudad Valles; 5) en el estilo queretano no se canta con falsete; 6) en el estilo poblano no se canta con falsete.
Juárez, 2012:118

## Danza
Una de las dos características que Sánchez García identifica como comunes a las variantes del son en México, es que éstos son todos géneros lírico-coreográficos en “donde los tres elementos —música, canto y baile— forman una alianza original indisoluble de la cual se derivan otros rasgos”. No por nada el origen etimológico de “huapango” hace referencia a la tarima en donde se zapatea el son.
No parece haber discrepancia en que el origen del zapateado en el son huasteco es parte de la herencia que transmitieron los esclavos africanos que fueron llevados a las Antillas y de ahí al resto del continente muy temprano en la colonización americana. Así como la herencia africana en la cultura caribeña y de las costas continentales en donde llegó población negra se reconoce en la música por ritmos y las percusiones, así en el zapateado se conjuga el baile con la percusión: la tarima en la que resuena el zapateado puede considerarse un instrumento más que se une a la polirritmia del son huasteco. No es suficiente bailar en el pationde se esté haciendo la fiesta de huapango: es necesario hacerlo sobre la caja de madera para que reverbere el sonido y se destaque, es crucial que retumbe.
Por otro lado, el baile del huapango alcanza su máxima realización en el contexto de la fiesta del huapango, debajo de la enramada que protege a los invitados del sol y la lluvia de la Huasteca. Al respecto, dice Román Güemes:

El fandango se iniciaba con los huapangos suaves, es decir, aquellos cuya cadencia contrasta con los arrebatos de los huapangos mayores. […] Conforme avanzaba la noche, la fiesta engrandecía y el ambiente se tornaba cada vez más estimulante: había una enramada donde se expendía aguardiente, cervezas, cubas, ansiado y el misterioso licor. […] Cuando las parejas ya sudaban, cuando ya habían bailado duramente, entonces se interpretaba El pañuelo, pieza que indicaba que se tenía que ir por los refrescos para la muchacha y su parentela; más tarde vendrían Los panaderos, sonsonete realengo que obligaba a ir por el café caliente y por el pan para la pareja. […] Para finalizar el fandango, ya entrada la madrugada, el tocaba El llorar, también llamado El amanecer. […] Si los huapangueros, los músicos, observaban que la gente no se iba o no se dispersaba, podían regalar una pieza más; tocaban un interminable Aguanieve, también conocido como La cortesía.
Romás Güemes, según citado en Juárez, 2012:146